# Ernst Weber (Pädagoge)
Ernst Weber (* 5. Juli 1873 in Bad Königshofen im Grabfeld; † 3. September 1948 in München) war ein deutscher Pädagoge und Autor.

## Leben
Von 1890 bis 1893 besuchte er das Lehrerseminar in Würzburg und die Zentralturnlehrerbildungsanstalt in München. Anschließend war er Lehrer in München. Er studierte an den Universitäten Jena, München und Leipzig. Nach der Promotion 1906 war er von 1912 bis 1914 Oberlehrer und Leiter der Dom-Pedro-Schule in München und Dozent am Psychologisch-Pädagogischen Institut. Er war von 1919 bis 1936 Direktor der Lehrerbildungsanstalt in Bamberg.

## Schriften (Auswahl)
- Die pädagogischen Gedanken des jungen Nietzsche. Im Zusammenhang mit seiner Welt- und Lebensanschauung. Leipzig 1907.
- Schaffender Unterricht. Zeichnerische Gestaltung und Bildungsarbeit. Hannover 1913.
- Der Weg zur Zeichenkunst. Ein Büchlein für theoretische und praktische Selbstbildung. Leipzig 1918.
- Lehrerbildung als Organismus. Leipzig 1920.
- Kunsterziehung und Erziehungskunst. Leipzig 1922.